# Aleksy (Orłow), metropolita czelabiński
Aleksy, imię świeckie Władimir Pawłowicz Orłow (ur. 23 kwietnia 1974 w Niżnym Tagile) – rosyjski biskup prawosławny.

## Życiorys
Urodził się w rodzinie robotniczej. W 1991 r. ukończył szkołę średnią nr 32 w Niżnym Tagile. W latach 1991–1995 uczył się w seminarium duchownym w Moskwie. 9 września 1995 r. został postrzyżony na mnicha przez ihumena Tichona (Zatiokina), w monasterze św. Mikołaja w Wierchoturiu. Przyjął imię zakonne Aleksy na cześć św. Aleksego, metropolity moskiewskiego. 11 września 1995 r. został wyświęcony na hierodiakona przez biskupa jekaterynburskiego i wierchoturskiego Nikona, zaś 13 września ten sam duchowny udzielił mu święceń kapłańskich, kierując go do pracy duszpasterskiej w cerkwi Świętych Cyryla i Metodego w Jekaterynburgu. Równocześnie hieromnich Aleksy był wykładowcą i inspektorem w szkole duchownej w Jekaterynburgu. W latach 1996–1999 był również kapelanem szkoły pożarniczej Ministerstwa Spraw Wewnętrznych Rosji w Jekaterynburgu.
W 1998 r. został przełożonym monasteru Kazańskiej Ikony Matki Bożej w Niżnym Tagile. Był kapelanem w koloniach karnych oraz w różnych instytucjach Ministerstwa Sytuacji Nadzwyczajnych. W 2001 r. został spowiednikiem kursów misjonarskich i katechetycznych przy monasterze Kazańskiej Ikony Matki Bożej, zaś w 2005 r. także kapelanem Stowarzyszenia Prawosławnych Lekarzy.
W latach 2003–2006 eksternistycznie uczył się w Petersburskiej Akademii Duchownej, której dyplom uzyskał ostatecznie w 2016 r. Rok później obronił dysertację magisterską poświęconą organizacji działalności misyjnej w eparchii niżnotagilskiej.
W 2006 r. otrzymał godność ihumena. W 2011 r. został przewodniczącym oddziału misyjnego eparchii niżnotagilskiej, zaś trzy lata później jej sekretarzem.
7 marca 2018 r. Święty Synod Rosyjskiego Kościoła Prawosławnego nominował go na biskupa sierowskiego i krasnoturinskiego. W związku z tą decyzją ihumen Aleksy został podniesiony do godności archimandryty. Jego chirotonię biskupią poprowadził 1 kwietnia 2018 r. patriarcha moskiewski i całej Rusi Cyryl, w soborze Chrystusa Zbawiciela w Moskwie. W 2020 r. został przeniesiony na katedrę niżnotagilską, a w roku następnym – na katedrę czelabińską. 20 kwietnia 2021 r. otrzymał godność metropolity.